# Maratona aquática no Campeonato Mundial de Esportes Aquáticos de 2015 - 25 km masculino
A prova de 25 quilômetros masculino da maratona aquática no Campeonato Mundial de Esportes Aquáticos de 2015 foi realizada no dia 1 de agosto em Cazã na Rússia. 

## Medalhistas
| Ouro                 | Prata            | Bronze              |
| Simone Ruffini (ITA) | Alex Meyer (USA) | Matteo Furlan (ITA) |

## Resultados
Estes foram os resultados da prova.
| Pos.              | Nadador              | Nacionalidade      | Tempo     |
| ----------------- | -------------------- | ------------------ | --------- |
| Medalha de ouro   | Simone Ruffini       | Itália             | 4h53'10"7 |
| Medalha de prata  | Alex Meyer           | Estados Unidos     | 4h53'15"1 |
| Medalha de bronze | Matteo Furlan        | Itália             | 4h54'38"0 |
| 4                 | Axel Reymond         | França             | 4h55'55"8 |
| 5                 | Erwin Maldonado      | Venezuela          | 4h56'00"4 |
| 6                 | Sam Sheppard         | Austrália          | 4h56'22"9 |
| 7                 | Santiago Enderica    | Equador            | 4h56'59"4 |
| 8                 | Evgeny Drattsev      | Rússia             | 4h57'11"9 |
| 9                 | Alexander Studzinski | Alemanha           | 4h59'11"9 |
| 10                | David Heron          | Estados Unidos     | 5h00'11"5 |
| 11                | Andreas Waschburger  | Alemanha           | 5h00'19"2 |
| 12                | Yuval Safra          | Israel             | 5h02'52"9 |
| 13                | Vitaliy Khudyakov    | Cazaquistão        | 5h03'16"3 |
| 14                | Evgenij Pop Acev     | Macedônia do Norte | 5h04'43"4 |
| 15                | Matěj Kozubek        | Chéquia            | 5h05'22"3 |
| 16                | Allan do Carmo       | Brasil             | 5h06'27"9 |
| 17                | Jarrod Poort         | Austrália          | 5h07'44"5 |
| 18                | Diogo Villarinho     | Brasil             | 5h11'04"2 |
| 19                | Vít Ingeduld         | Chéquia            | 5h13'11"0 |
| 20                | Dániel Székelyi      | Hungria            | 5h15'03"4 |
| 21                | Roman Karyakin       | Rússia             | 5h15'53"8 |
| 22                | Ye Qianpeng          | China              | 5h19'01"5 |
| 23                | Nico Manoussakis     | África do Sul      | 5h20'47"2 |
| 24                | Saleh Mohammad       | Síria              | 5h31'21"1 |
| -                 | Marc-Antoine Olivier | França             | DNF       |
| -                 | Haythem Abdelkhalek  | Tunísia            | DNF       |
| -                 | Shahar Resman        | Israel             | DNF       |
| -                 | Marcel Schouten      | Países Baixos      | DNF       |
| -                 | Christopher Bryan    | Irlanda            | DNF       |
| -                 | Guillermo Bertola    | Argentina          | DNF       |
| -                 | Zhang Zibin          | China              | DNF       |
| -                 | Gabriel Villagoiz    | Argentina          | DNF       |

Legenda
| Recorde mundial       | Recorde mundial (World record)               |                       | Recorde africano                      | Recorde africano (African) |                                           | Q | Classificado por posição (Qualified) |
| Recorde do campeonato | Recorde do campeonato (Championship record)  | Recorde da América    | Recorde da América (Americas)         | q                          | Classificado por melhor tempo (Qualified) |   |                                      |
| Melhor marca do ano   | Melhor marca do ano (World leading)          | Recorde asiático      | Recorde asiático (Asian)              | DNS                        | Não largou (Did not start)                |   |                                      |
| Recorde nacional      | Recorde nacional (National record)           | Recorde europeu       | Recorde europeu (European)            | DNF                        | Não terminou (Did not finish)             |   |                                      |
| Recorde pessoal       | Recorde pessoal do atleta (Personal best)    | Recorde da Oceania    | Recorde da Oceania (Oceania)          | DSQ / DQ                   | Desclassificado (Disqualified)            |   |                                      |
| Recorde da temporada  | Recorde da temporada do atleta (Season best) | Recorde sul-americano | Recorde sul-americano (South America) | NM                         | Sem marca (No mark)                       |   |                                      |